# Rounitsa
Rounitsa ou Runica (en macédonien Ругинце, en albanais Runica) est un village du nord de la Macédoine du Nord, situé dans la municipalité de Lipkovo. Le village comptait 69 habitants en 2002, tous des Albanais. 
Bien que couramment appelé Rounitsa par les Macédoniens, son nom d'origine est Rouguintsé (Ругинце). Le nom de Rounitsa est un emploi du nom albanais du village, Runica.